# Podunavska nizina
Podunavska nizina ili Dunavska nizina (slovački: Podunajská nížina) je naziv za dio Male dunavske kotline smještnog u Slovačkoj, koji se nalazi između Dunava, Malih Karpata i ostalih dijelova Zapadnih Karpata.
U smislu geomorfologije jednu jedinicu tvori zajedno s Neusiedl Basin (Neusiedler Becken) u Austriji i Győr Basin (Győri-medence) u Mađarskoj.
Riječ je o opsežnom tektonskoj depresiji ispunjenoj slojevima nastalim u razdoblju između neogena i kvartara na visini između 100 i 350 metara.
Nizina se sastoji od sljedeća dva dijela:
- Podunavskih brda na sjeveru.
- Podunajske rovine na jugu.

Područje nizine je gusto naseljeno poljoprivredno područje. Gradovi Topoľčany, Nové Zámky, Komárno, Levice, Dunajská Streda i Galanta su okružna središta. Oni su također centri industrije i prerade poljoprivrednih proizvoda. Tu su i poznati vinogradarski gradovi Svätý Jur, Pezinok i Modra, zatim lječilišta i toplice Piešťany i Dudince.
Rijeke koje teku Podunavskom nizinom su Mali Dunav, Váh, Dudváh, Nitra, Hron i Ipeľ.